# Капинзал-ду-Норти

Капинзал-ду-Норти на карте штата.

Капинзал-ду-Норти (порт. Capinzal do Norte) — муниципалитет в Бразилии, входит в штат Мараньян. Составная часть мезорегиона Восток штата Мараньян. Входит в экономико-статистический микрорегион Кодо. Население составляет 10 698 человек на 2010 год. Занимает площадь 590,529 км². Плотность населения — 18,12 чел./км².

## Демография
Согласно сведениям, собранным в ходе переписи 2010 г. Национальным институтом географии и статистики (IBGE), население муниципалитета составляет:
| Полное население                               | Полное население                               | Полное население                               | Полное население                               | 10 698 |
| ---------------------------------------------- | ---------------------------------------------- | ---------------------------------------------- | ---------------------------------------------- | ------ |
| в том числе:                                   | Городское население                            | 5610                                           | Процент городского населения, %                | 52,44  |
|                                                | Сельское население                             | 5088                                           | Процент сельского населения, %                 | 47,56  |
|                                                | Мужское население                              | 5345                                           | Процент мужского населения, %                  | 49,96  |
|                                                | Женское население                              | 5353                                           | Процент женского населения, %                  | 50,04  |
| Плотность населения, чел/км²                   | Плотность населения, чел/км²                   | Плотность населения, чел/км²                   | Плотность населения, чел/км²                   | 18,12  |
| Население муниципалитета в % к населению штата | Население муниципалитета в % к населению штата | Население муниципалитета в % к населению штата | Население муниципалитета в % к населению штата | 0,16   |

По данным оценки 2016 года, население муниципалитета составляет 10 720 жителей.

## История
Город основан 10 октября 1994 года. 

## Статистика
- Валовой внутренний продукт на 2003 год составляет 16 094 138,00 реалов (данные: Бразильский институт географии и статистики).
- Валовой внутренний продукт на душу населения на 2003 год составляет 1509,63 реалов (данные: Бразильский институт географии и статистики).
- Индекс развития человеческого потенциала на 2000 год составляет 0,543 (данные: Программа развития ООН).